# Vaubadon
Vaubadon est une ancienne commune française, située dans le département du Calvados en région Normandie, devenue le 1er janvier 2016 une commune déléguée au sein de la commune nouvelle de Balleroy-sur-Drôme.
Elle est peuplée de 419 habitants (les Vaubadonnais).

## Géographie
Située sur l'axe Bayeux-Saint-Lô, la commune est au sud du Bessin, dans la vallée de la Drôme. Son bourg est à 4 km au nord de Balleroy, à 6 km au sud du Molay-Littry, à 13 km au sud-ouest de Bayeux et à 22 km au nord-est de Saint-Lô.
| Montfiquet | Le Tronquay | Le Tronquay         |
| Montfiquet | Vaubadon    | Castillon           |
| Montfiquet | Balleroy    | Castillon, Balleroy |

## Toponymie
Le nom de la localité est attesté sous les formes Valbadon en 1180, Villebaudon en 1225 (charte de Mondaye), Vallis Badonis en 1259 (cartulaire normand n° 639, p. 122), Valbadon en 1377 (rôles du chap. de Bayeux, 102), Vallis badonis au XIVe siècle (livre pelut de Bayeux), Val Badon en 1710 (carte de de Fer).
Il est issu du latin vallis, « vallée », et de l'anthroponyme germanique Bado,.

## Histoire
Des haches de bronze datant de 1800 av. J.-C. ont été retrouvées sur le site de la commune.
La reine Frédégonde (547-597), épouse de Chilpéric Ier, demanda au seigneur Badon d'assassiner Gontran, roi de Bourgogne mais il est pris et enchaîné.
En 1087, les seigneurs de Valbadon et de Quiry se rangent sous la bannière de Guy, fils du comte de Bourgogne et d'Adèle de Normandie, tante de Guillaume le Bâtard pour combattre ce dernier. Le duc Guillaume de Normandie est vainqueur et les vassaux se soumettent. À la fin du XIe siècle, les seigneurs de Valbadon accompagnent le duc de Normandie, Robert Courteheuse à la première croisade.
Le 22 juin 1786, la deuxième étape Harcourt - Cherbourg du voyage de Louis XVI vers Cherbourg passe par Vaubadon,.

## Politique et administration
| Période                                  | Période       | Identité       | Étiquette | Qualité                           |
| ---------------------------------------- | ------------- | -------------- | --------- | --------------------------------- |
| Les données manquantes sont à compléter. |               |                |           |                                   |
| 1989                                     | décembre 2015 | Michel Granger | DVD       | Agriculteur et conseiller général |

Le conseil municipal est composé de onze membres dont le maire et trois adjoints.

## Démographie
En 2021, la commune comptait 419 habitants. Depuis 2004, les enquêtes de recensement dans les communes de moins de 10 000 habitants ont lieu tous les cinq ans (en 2005, 2010, 2015, etc. pour Vaubadon) et les chiffres de population municipale légale des autres années sont des estimations.
Vaubadon a compté jusqu'à 756 habitants en 1836.
| 1793 | 1800 | 1806 | 1821 | 1831 | 1836 | 1841 | 1846 | 1851 |
| ---- | ---- | ---- | ---- | ---- | ---- | ---- | ---- | ---- |
| 540  | 513  | 605  | 536  | 643  | 756  | 706  | 670  | 701  |

| 1856 | 1861 | 1866 | 1872 | 1876 | 1881 | 1886 | 1891 | 1896 |
| ---- | ---- | ---- | ---- | ---- | ---- | ---- | ---- | ---- |
| 634  | 635  | 589  | 574  | 572  | 569  | 533  | 505  | 512  |

| 1901 | 1906 | 1911 | 1921 | 1926 | 1931 | 1936 | 1946 | 1954 |
| ---- | ---- | ---- | ---- | ---- | ---- | ---- | ---- | ---- |
| 457  | 448  | 423  | 374  | 410  | 402  | 428  | 421  | 364  |

| 1962 | 1968 | 1975 | 1982 | 1990 | 1999 | 2005 | 2010 | 2015 |
| ---- | ---- | ---- | ---- | ---- | ---- | ---- | ---- | ---- |
| 388  | 390  | 373  | 350  | 337  | 379  | 377  | 438  | 445  |

| 2018 | - | - | - | - | - | - | - | - |
| ---- | - | - | - | - | - | - | - | - |
| 446  | - | - | - | - | - | - | - | - |

## Économie
La commune se situe dans la zone géographique des appellations d'origine protégée (AOP) Beurre d'Isigny et Crème d'Isigny.

## Lieux et monuments

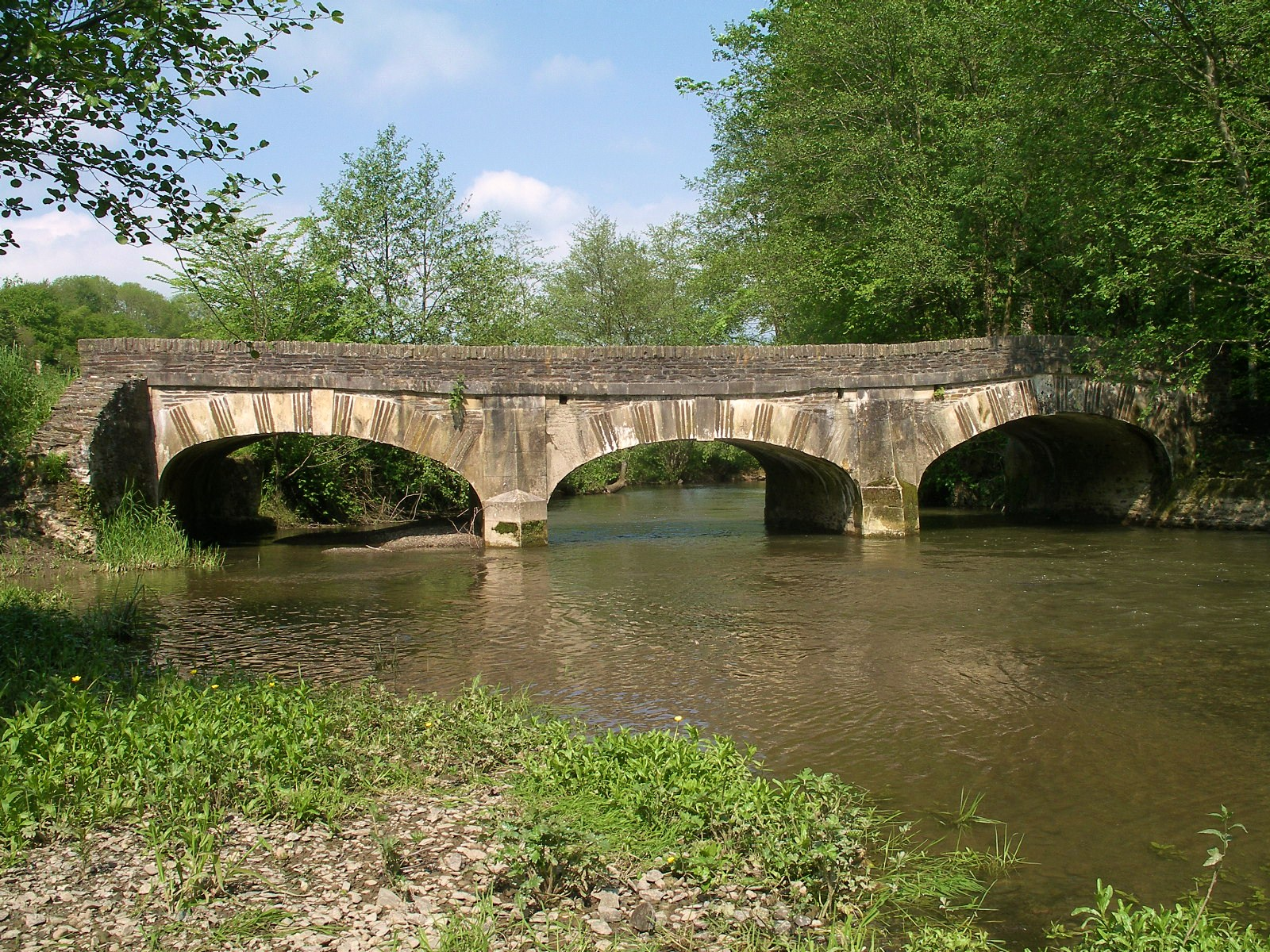
Le pont de Sully.

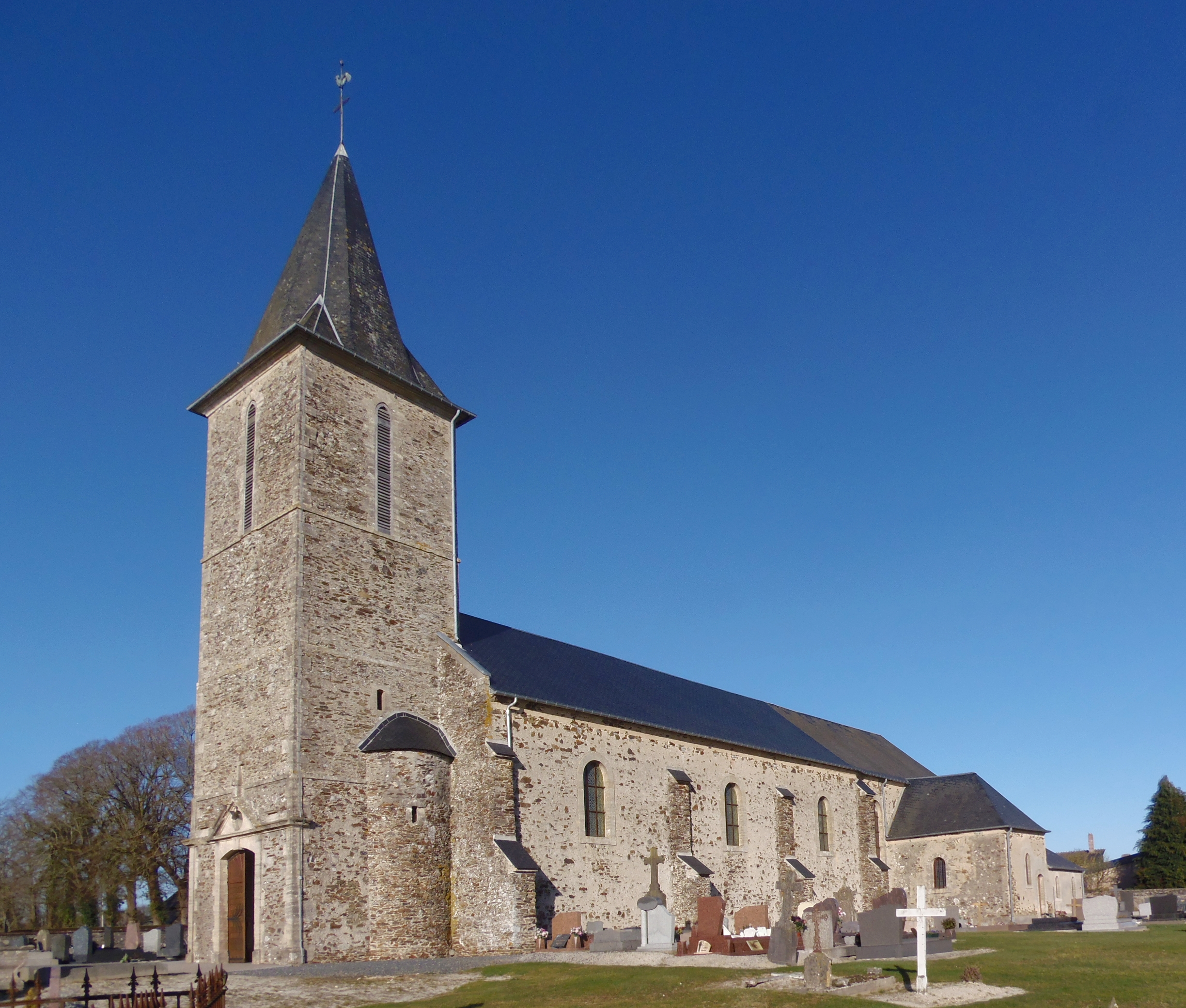
L'église Sainte-Anne.

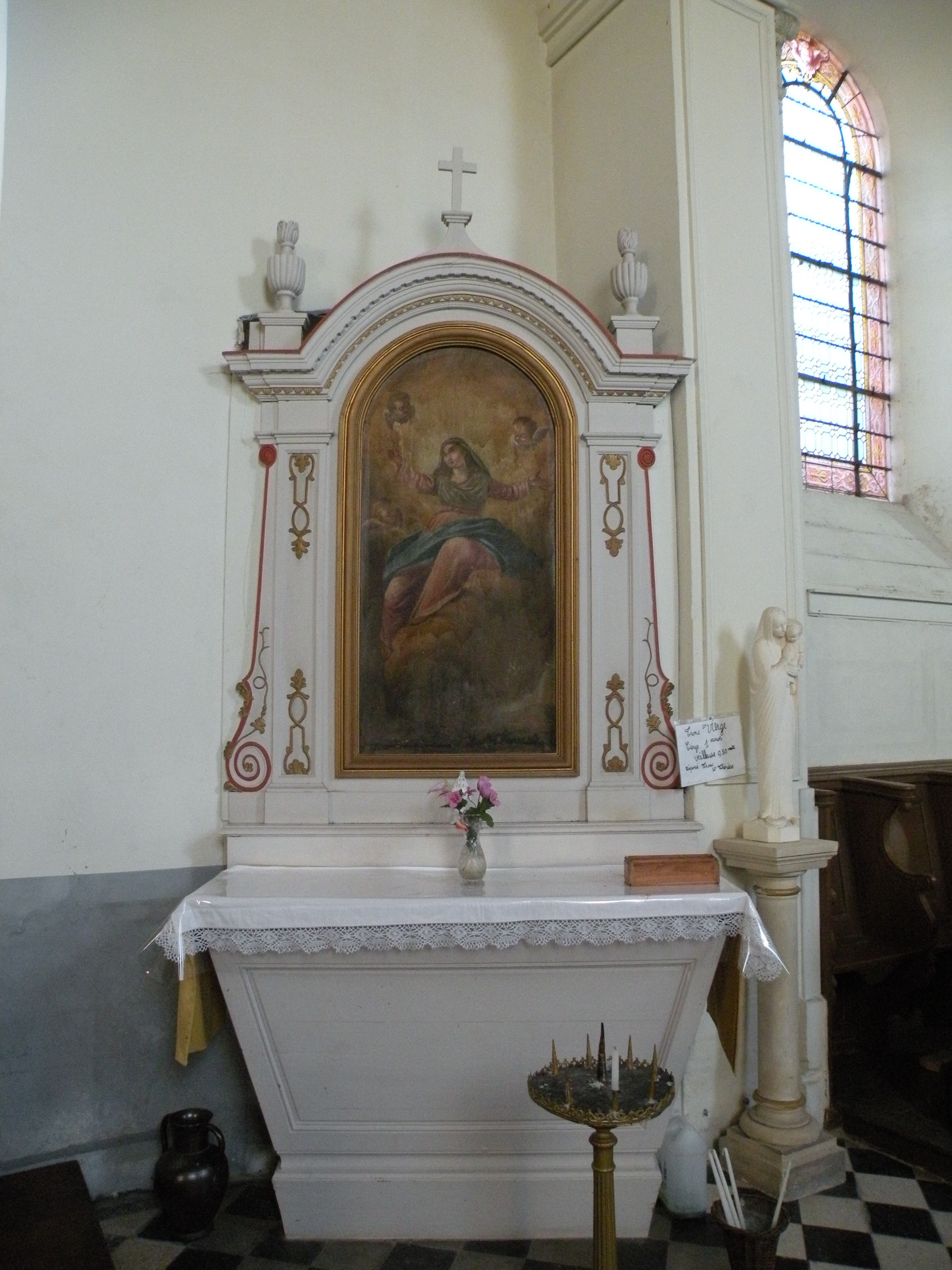
Élément de mobilier historique.

- L'ancienne église romane, détruite au XVIIIe siècle, est remplacée par l'actuelle église Sainte-Anne. La première pierre est posée le 13 août 1778. Le curé, au terme d'une procession, bénit les fondations en présence de M. de Vaubadon, donateur de l'église. L'architecte est le sieur Gouesmel et monseigneur de Cheylus la bénit le 25 octobre 1781. Elle abrite un ensemble autel-retable-tabernacle classé à titre d'objets aux Monuments historiques[16].
- Le château de Vaubadon est bâti en 1778 sur entreprise des parents[17] de Pierre Jean Le Tellier (7 juin 1768-1844), conseiller de la deuxième chambre des requêtes du parlement de Normandie en 1784[18], qui le cédera en 1810. Il échoit par la suite au général de Préval en 1814. Il appartient au comte Antoine Raoul Le Bègue de Germiny († 1818), administrateur des hospices civils de Rouen, puis à ses héritiers jusqu'en janvier 1842 et fait alors l'objet de transaction de vente[19] au profit de Louis Florimond Gustave marquis d'Auvet (époux d'Anne-Henriette de Loyauté en 1840). Racheté, il est agrandi en 1869 par le prince Raymond de Broglie (1826-1914).
Il fait l'objet d'une inscription au titre des Monuments historiques depuis le 14 mars 2012[20].

| Image | Propriétaires du château de Vaubadon |
| ----- | --- |
|       | Famille Le Tellier de Vaubadon - Portait : De gueules à la fasce d'argent accompagnée de 3 mains dextres de même, 2 et 1"'                                                                    |
|       | Famille d'Auvet . - Portait : Bandé d’argent et de gueules, de six pièces, la première bande chargée d’un lion de sable                                                                       |
|       | Famille Le Bègue de Germiny. - Portait : Écartelé : aux 1 et 4, d’azur, au poisson d’argent en fasce ; aux 2 et 3, d’azur, à l'écusson d’argent ; et sur le tout, d'argent à l'aigle de sable |
|       | Famille de Broglie. - Porte : D'or au sautoir brodé d'azur |

- Le pont de Sully qui fait l’objet d’une inscription au titre des monuments historiques depuis le 4 octobre 1990[22]. Il enjambe la Drôme sur la limite avec Castillon et serait d'origine romane[23].

- Ferme de Quéry.

## Personnalités liées à la commune
- Claude Antoine Hippolyte de Préval (1776-1853) : par acte du 8 août 1814, acquiert le château de Vaubadon [24].
- Marie Le Harivel de Gonneville (1827-1914), romancière a axé son ouvrage *Le Baron d'Aché [25], 1869, sur le château de Vaubadon et son occupante, personnage particulier dans la vie du vicomte François Robert d'Aché.